# Stenhøj (Horneby)
Der Stenhøj (auch Kistehøj) ist eine megalithische Grabanlage der jungsteinzeitlichen Nordgruppe der Trichterbecherkultur im Kirchspiel Hornbæk in der dänischen Kommune Helsingør.

## Lage
Das Grab liegt südöstlich von Horneby am Nordende eines schmalen Waldstreifens. In der näheren Umgebung gibt bzw. gab es zahlreiche weitere megalithische Grabanlagen.

## Forschungsgeschichte
In den Jahren 1989 und 1990 führten Mitarbeiter der Forst- und Naturbehörde Dokumentationen der Fundstelle durch.

## Beschreibung
Die Anlage besitzt eine nord-südlich orientierte rechteckige Hügelschüttung mit einer Länge von etwa 38 m, einer Breite von 11 m und einer Höhe von 1,8 m. Von der Umfassung sind noch vier Steine erhalten. Im Hügel sind die Reste von vier Grabkammern zu erkennen: zwei in der Mitte, eine am Nordende und eine am Südende. Ihre Standorte sind nur als Senken erkennbar. Bei keiner der Kammern lassen sich Orientierung, Maße und Typ genauer bestimmen.